# Peltigera occendentalis
Peltigera occendentalis är en lavart som först beskrevs av E. Dahl, och fick sitt nu gällande namn av Hördur Kristinsson. Peltigera occendentalis ingår i släktet Peltigera, och familjen Peltigeraceae. Arten är reproducerande i Sverige.